# سینت مایکلز (ویسکانسین)
سینت مایکلز (به انگلیسی: Saint Michaels) یک منطقهٔ مسکونی در ایالات متحده آمریکا است که در شهرستان واشینگتن، ویسکانسین واقع شده‌است. سینت مایکلز ۳۲۰٫۹۶ متر بالاتر از سطح دریا واقع شده‌است.